# Pierson Fode

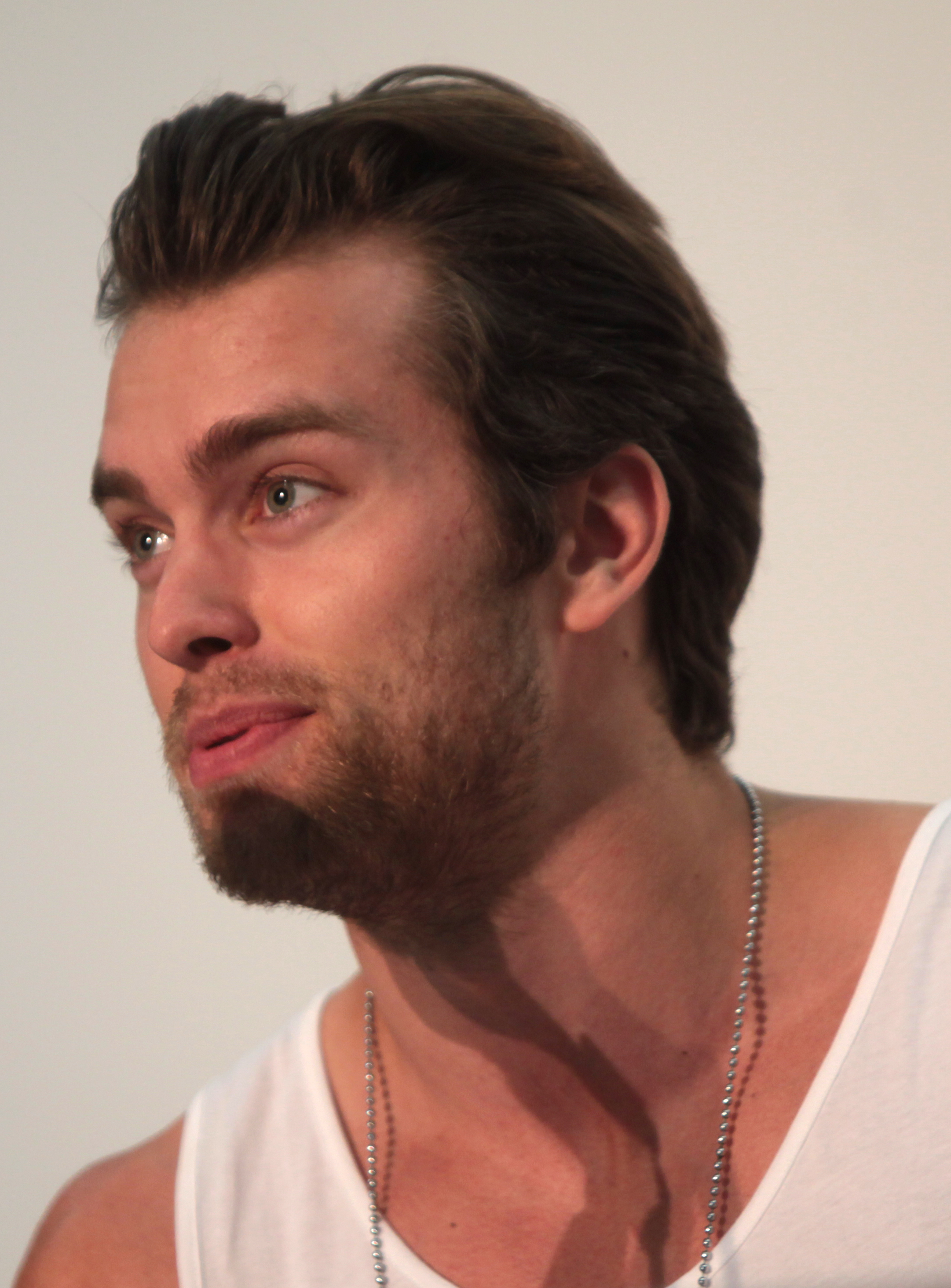
Pierson Fode (2014)

Pierson Fode (* 6. November 1991 in Moses Lake, Washington) ist ein US-amerikanischer Schauspieler und Model.

## Leben
Pierson Fode wurde im November 1991 in Moses Lake, Washington, geboren, eine Kleinstadt außerhalb von Seattle. Er wuchs dort mit seiner Familie auf einer Farm auf. Im Alter von 13, als er noch zur High-School ging, gründete er die Pierced Productions, in der er über 20 Kurzfilme produzierte, schrieb und die Hauptrolle spielte. Diese Filme zeigte er der Familie, den Kirchenmitgliedern und engen Freunden. Nachdem er die High-School abgeschlossen hatte, begann er sein Kunststudium. Dieses brach er aber im Alter von 18 Jahren wegen der Schauspielerei ab. Er zog daraufhin nach Los Angeles.
Bei den Dreharbeiten zu Naomi and Ely’s No Kiss List im November 2013 lernte Fode Victoria Justice kennen. Die beiden waren von November 2013 bis Mitte 2015 liiert.

## Karriere

### Model
Er beschloss, nebenbei auch als Model zu arbeiten. Deshalb war er bis 2011 bei Seattle Talent unter Vertrag und wechselte danach zu Wilhelmina Models. Als Model erhielt er einige Auszeichnungen wie Star of the Year, Best Runway Walk, Best Fashion Print Photos, Best Scene Performance, Best TV Beauty Commercial Read und Best Smile. Aufgrund der Auszeichnungen erhielt er weiter Modelaufträge.

### Schauspiel
Pierson Fode gab sein Schauspieldebüt im Jahr 2012 in der Nickelodeon-Jugendsitcom ICarly. In der Serie war er in der vierten Folge der sechsten Staffel als Todd neben Miranda Cosgrove, Jennette McCurdy, Nathan Kress und Jerry Trainor zu sehen. Im selben Jahr erhielt er in der YouTube-Soap Runaways die Hauptrolle des Jared. Die Webserie lief zwei Staffeln lang. Danach war er in dem Fernsehfilm Wrath of God: Confrontation als Kruger sowie in einer Gastrolle in Hello Ladies als Bartender zu sehen.
Von 2013 bis 2014 verkörperte er die Rolle des Blazer in der Webserie Storytellers. Im November 2013 stand er neben Victoria Justice in der Hauptrolle des Ely für die Indie-Filmkomödie Naomi & Ely – Die Liebe, die Freundschaft und alles dazwischen vor der Kamera. Der Film wurde im Sommer 2015 veröffentlicht. 2014 wurde der Horrorfilm Indigenous mit Fode in der Hauptrolle des Trevor auf dem Tribeca Film Festival veröffentlicht. 2014 hat Fode die Nebenrolle des Brooks in der Disney-Channel-Jugendserie Jessie übernommen. Die vierteilige Episode wurde im Herbst 2014 auf dem Sender ausgestrahlt. Im Januar 2015 war er für eine Folge erneut in der Serie zu sehen.
Von Juli 2015 bis September 2017 verkörperte Fode die Hauptrolle des Thomas Forrester in der CBS-Daily-Soap Reich und Schön. Vor ihm waren bereits Drew Tyler Bell und Adam Gregory in der Rolle zu sehen. Im März und April 2018 kehrte er für einen Gastauftritt in die Soap zurück.

## Filmografie
- 2012: iCarly (Fernsehserie, Episode 6x04)
- 2012: Runaways (Webserie, 13 Episoden)
- 2012: Wrath of God: Confrontation (Fernsehfilm)
- 2013: Hello Ladies (Fernsehserie, Episode 1x05)
- 2013–2014: Storytellers (Webserie, 5 Episoden)
- 2014: Indigenous
- 2014–2015: Jessie (Fernsehserie, 5 Episoden)
- 2015: Naomi & Ely – Die Liebe, die Freundschaft und alles dazwischen (Naomi and Ely’s No Kiss List)
- 2015–2017, 2018: Reich und Schön (The Bold And The Beautiful, Daily Soap)
- 2019: Der Denver-Clan (2017) (Fernsehserie, 2 Episoden)
- 2020: Supergirl (Fernsehserie, 1 Episode)
- 2022: The Man from Toronto
- 2022: Animal Kingdom (Fernsehserie, 2 Episoden)